# Liste der Biografien/Strn
Liste der Biografien |
Portal Biografien |
Personensuche
# |
A |
B |
C |
D |
E |
F |
G |
H |
I |
J |
K |
L |
M |
N |
O |
P |
Q |
R |
S |
T |
U |
V |
W |
X |
Y |
Z |
?
 
Sa |
Sb |
Sc |
Sd |
Se |
Sf |
Sg |
Sh |
Si |
Sj |
Sk |
Sl |
Sm |
Sn |
So |
Sp |
Sq |
Sr |
Ss |
St |
Su |
Sv |
Sw |
Sy |
Sz
 
Sta |
Ste |
Sth |
Sti |
Stj |
Stl |
Sto |
Str |
Sts |
Stt |
Stu |
Stv |
Stw |
Sty
 
Stra |
Strb |
Stre |
Strg |
Stri |
Strl |
Strm |
Strn |
Stro |
Strp |
Stru |
Stry |
Strz
Die Liste der Biografien führt alle Personen auf, die in der deutschsprachigen Wikipedia einen Artikel haben. Dieses ist eine Teilliste mit 19 Einträgen von Personen, deren Namen mit den Buchstaben „Strn“ beginnt.

## Strn

### Strna
- Strnad, Alfred A. (1937–2003), österreichischer Historiker und Professor
- Strnad, Antonín (1746–1799), böhmischer Mathematiker, Astronom und Meteorologe
- Strnad, Elfriede (1890–1960), deutsche Sozialpädagogin und Fröbelpädagogin
- Strnad, Ernst (1928–2011), deutscher Etruskologe und Sprachwissenschaftler
- Strnad, Helmut (1930–2002), deutscher Ingenieur für Maschinenbau und Hochschullehrer
- Strnad, Oskar (1879–1935), österreichischer Architekt, Bühnenbildner und Designer
- Strnad, Stanislav (1930–2012), tschechischer Filmregisseur
- Strnad, Trevor (1981–2022), US-amerikanischer Metal-SängerTrevor Strnad (1981–2022)

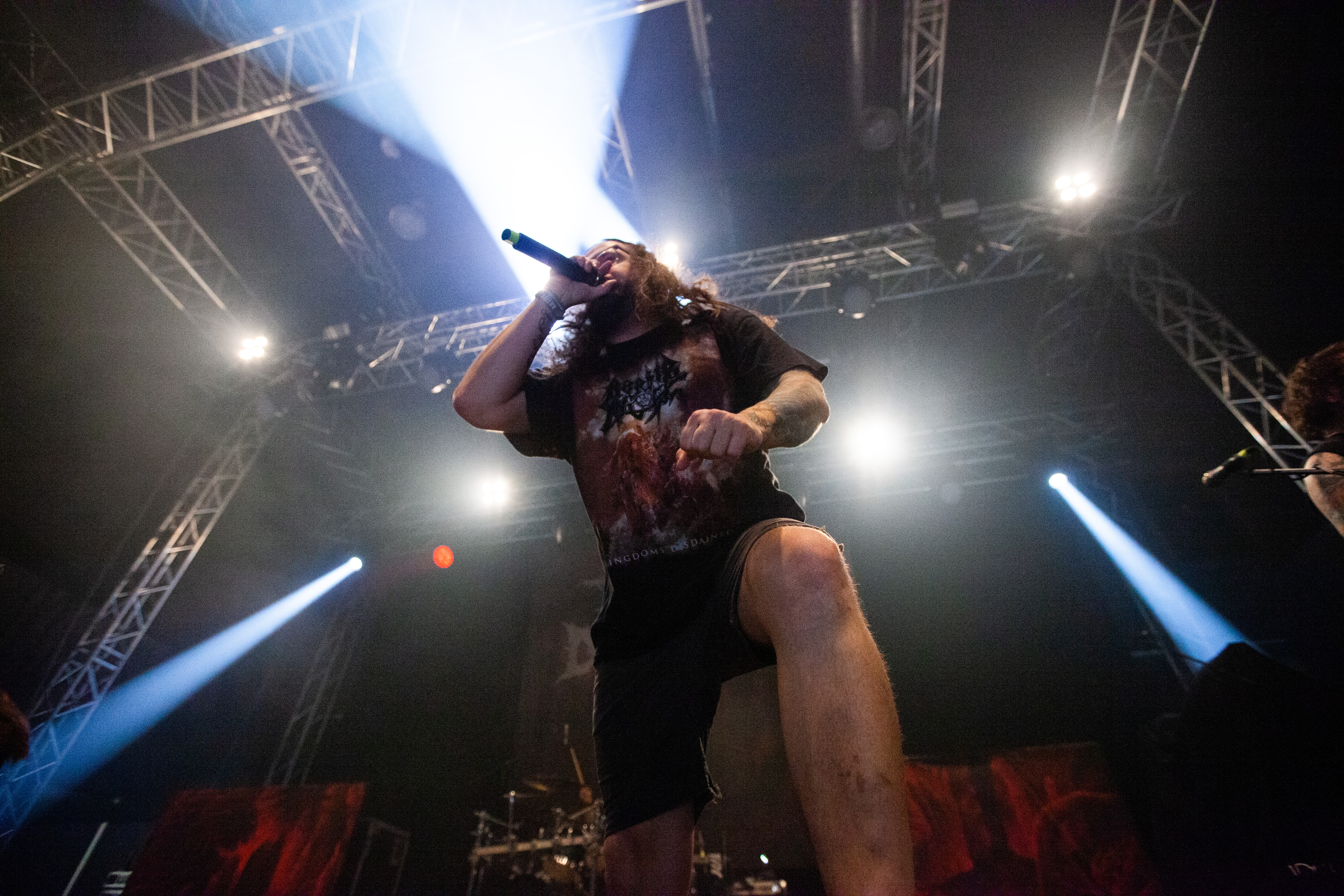
Trevor Strnad (1981–2022)

- Strnad-Walsh, Katherine (1946–2011), irische Historikerin
- Strnadel, Antonín (1910–1975), tschechischer Maler, Graphiker und Buchillustrator
- Strnadel, Josef (1912–1986), tschechischer Schriftsteller, Übersetzer und Literaturtheoretiker
- Strnadel-Četyna, Bohumír (1906–1974), tschechischer Schriftsteller
- Strnadová, Andrea (* 1972), tschechische Tennisspielerin
- Strnadová, Milena (* 1961), tschechische Sprinterin und Mittelstreckenläuferin
- Strnadova, Vendula (* 1989), tschechisch-US-amerikanische Fußballspielerin
- Strnadt, Georg (1909–1980), österreichischer Schriftsteller und Mundartdichter
- Strnadt, Julius (1833–1917), österreichischer Historiker und Politiker, Landtagsabgeordneter

### Strni
- Strniša, Gregor (1930–1987), jugoslawischer Lyriker, Dramatiker und Songwriter
- Strnisková, Viera (1929–2013), tschechoslowakische Schauspielerin